# Antonio Giggei
Antonio Giggei (mort à Milan en 1632) est un orientaliste, philologue et arabisant italien.

## Biographie

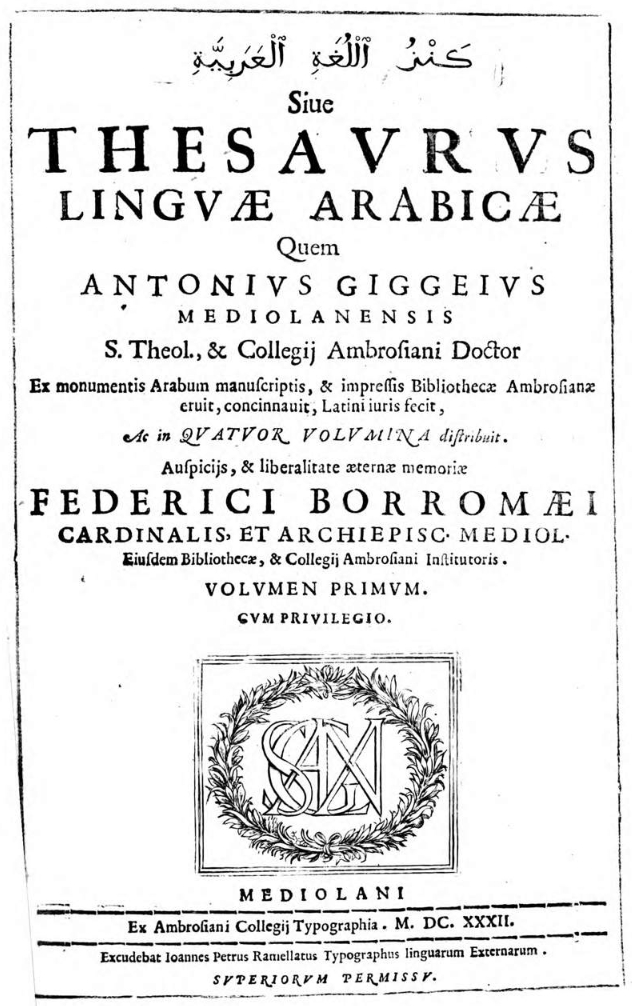
Antonio Giggei, Thesaurus Linguae Arabicae, 1632

Docteur en théologie, Giggei dirigea ses travaux vers l’étude des langues orientales. Après avoir acquis à Milan les éléments de la langue persane, il alla en Toscane pour y étudier l’arabe. En 1620 il publia la traduction latine des Commentaires de Salomon ben Esra et Levi ben Gerson sur les Proverbes. Douze ans après, il mit au jour l’ouvrage suivant : Thesaurus linguæ arabicæ quem A. Giggeius ex monumentis Arabum manuscriptis, et impressis bibliothecæ Ambrosianæ eruit, concinnavit et latini juris fecit..., Milan, 1632, 4 vol. in-fol. Cet ouvrage fut fait sous les auspices du cardinal Frédéric Borromée, qui n’avait cessé d’honorer I’auteur de sa protection et de ses bienfaits. Giggei avait mis à contribution plusieurs lexiques originaux pour composer le sien ; il avait promis dans sa préface de publier séparément la notice des auteurs qu’il avait consultés; mais l’on ne voit point qu’il ait exécuté ce projet. Son dictionnaire fait époque dans l’histoire de la littérature orientale en Europe, et n’a été effacé que par celui que Golius publia vingt et un ans après. On le consulte même encore quelquefois avec fruit; car il donne souvent des interprétations omises par les lexicographes qui l’ont suivi. Giggei mourut en 1632, l’année même où parut son Thesaurus. Lorsque la mort le surprit, il travaillait à un ouvrage sur la langue persane, qui devait porter le titre de Gaza persica. Il s’occupait aussi d’une Grammaire chaldaïque. Giacomo Filippo Opicelli indique de lui, dans ses Monumenta bibl. Ambrosianæ, des Commentaires manuscrits sur l’Ecriture Sainte, tirés des commentaires manuscrits ou imprimés des rabbins.